# Denton Mateychuk
Denton Mateychuk (né le 12 juillet 2004 à Winnipeg dans la Province du Manitoba au Canada) est un joueur canadien de hockey sur glace. Il évolue à la position de défenseur.

## Biographie

### Carrière junior
Mateychuk commence sa carrière junior lors du tournoi Brick Invitational en 2013-2014 avec les Jets junior de Winnipeg. Il inscrit 1 point en 6 matchs de qualification. Son équipe se classe à la 6e place de la division 1 et n'est pas qualifiée pour le tour final.
Lors de la saison 2017-2018, il prend part au tournoi des sélections mondiales de moins de 14 ans. Avec l'équipe de la Draftday Hockey, il inscrit 5 points en 9 rencontres.
Cette même saison, il évolue avec les Selects d'Eastman de moins de 15 ans dans la Ligue de hockey AAA de Winnipeg.  Il joue 27 matchs, obtenant 17 points, aidant son équipe à terminer au 4e rang de la ligue. La saison suivante, il joue 36 matchs, inscrivant 61 points. Son équipe termine au 1re rang de la ligue. Il dispute également 5 rencontres avec les moins de 17 ans.
Le 2 mai 2019, il est sélectionné en 11e position lors du premier tour du repêchage de la LHOu par les Warriors de Moose Jaw.
Le 4 juin 2019, il s'engage avec les Warriors.
En 2019-2020, Il débute avec le contingent des moins de 18 ans des Selects dans la Ligue de hockey du Manitoba. En 30 matchs, il inscrit 30 points et son équipe termine 6e de la saison régulière. Lors des quarts de finale, ils éliminent les Trashers de Winnipeg en 4 rencontres et perdent leur deux premiers matchs face au Wild de Winnipeg avant l'interruption des séries. Il dispute 7 rencontres de la LHOu, inscrivant 2 points pour les Warriors. Le 18 mars 2020, la LHOu décide d'interrompre la Saison 2019-2020. La mise en place de mesure contre la pandémie de COVID-19 est trop couteuse pour les clubs et mettrait en péril la ligue. À ce moment-là, son équipe se classe au 10e rang de la conférence Est.
Lors de la saison 2020-2021, il joue 8 matchs pour les Pistons de Steinbach dans la Ligue de hockey junior du Manitoba, obtenant 3 points. Il joue également 16 rencontres, amassant 9 points avec les Warriors dans la LHOu. Le 19 avril 2021, la LHOu décide d'interrompre la Saison 2020-2021 après 24 matchs disputés à cause de la pandémie de COVID-19.
La saison suivante, il inscrit 64 points en 65 parties et les Warriors termine le championnat à la 4e place de la conférence Est. Lors des séries éliminatoires, ils éliminent les Blades de Saskatoon en 5 rencontres lors des huitièmes de finale avant d'être battu en quarts de finale par le Ice de Winnipeg en 5 rencontres. Il amasse 1 but et 9 passes lors de ces 10 matchs. Au terme de la saison, il est nommé sur la première équipe d'étoiles de la division Est.
En prévision du repêchage de 2022, la centrale de recrutement de la LNH le classe au 14e rang des espoirs nord-américains chez les patineurs.

### En équipe nationale
Mateychuk représente son pays, le Canada depuis 2020, avec le contingent des moins de 16 ans. Il participe aux Jeux olympiques de la jeunesse. Le Canada termine à la 3e, battant lors de la petite finale la Finlande sur le score de 4-2.
Il prend part au Championnat du monde moins de 18 ans en 2021. Le Canada remporte la compétition, battant en finale la Russie sur le score de 5-3.
Il est sélectionné au 12e rang par les Blue Jackets de Columbus.

## Statistiques

### En club
| Saison    | Équipe                                  | Ligue      |    | Saison régulière | Saison régulière | Saison régulière | Saison régulière | Saison régulière |    | Séries éliminatoires | Séries éliminatoires | Séries éliminatoires | Séries éliminatoires | Séries éliminatoires |
| Saison    | Équipe                                  | Ligue      | PJ | B                | A                | Pts              | Pun              | PJ               | B  | A                    | Pts                  | Pun                  |                      |                      |
| 2013-2014 | Jets junior de Winnipeg                 | BIT        | 6  | 0                | 1                | 1                | 0                | -                | -  | -                    | -                    | -                    |                      |                      |
| 2017-2018 | align="left"\|Sélection Draftday Hockey | WSI U14    | 9  | 2                | 3                | 5                | -                | -                | -  | -                    | -                    | -                    |                      |                      |
| 2017-2018 | Selects d'Eastman                       | WAAAHL U15 | 27 | 5                | 12               | 17               | 6                | -                | -  | -                    | -                    | -                    |                      |                      |
| 2018-2019 | Selects d'Eastman                       | WAAAHL U15 | 36 | 23               | 38               | 61               | 12               | -                | -  | -                    | -                    | -                    |                      |                      |
| 2018-2019 | Selects d'Eastman                       | WAAAHL U17 | 5  | 2                | 3                | 5                | 0                | -                | -  | -                    | -                    | -                    |                      |                      |
| 2019-2020 | Selects d'Eastman                       | MHL U18    | 30 | 13               | 17               | 30               | 0                | 6                | 1  | 2                    | 3                    | 2                    |                      |                      |
| 2019-2020 | Ice de Winnipeg                         | LHOu       | 7  | 1                | 1                | 2                | 0                | -                | -  | -                    | -                    | -                    |                      |                      |
| 2020-2021 | Pistons de Steinbach                    | LHJM       | 8  | 1                | 2                | 3                | 4                | -                | -  | -                    | -                    | -                    |                      |                      |
| 2020-2021 | Warriors de Moose Jaw                   | LHOu       | 16 | 2                | 7                | 9                | 8                | -                | -  | -                    | -                    | -                    |                      |                      |
| 2021-2022 | Warriors de Moose Jaw                   | LHOu       | 65 | 13               | 51               | 64               | 15               | 10               | 1  | 9                    | 10                   | 2                    |                      |                      |
| 2022-2023 | Warriors de Moose Jaw                   | LHOu       | 63 | 8                | 57               | 65               | 28               | 10               | 3  | 5                    | 8                    | 0                    |                      |                      |
| 2023-2024 | Warriors de Moose Jaw                   | LHOu       | 52 | 17               | 58               | 75               | 31               | 20               | 11 | 19                   | 30                   | 2                    |                      |                      |
| 2023-2024 | Monsters de Cleveland                   | LAH        | -  | -                | -                | -                | -                | 4                | 0  | 3                    | 3                    | 0                    |                      |                      |

### En équipe nationale
| Année | Équipe     | Compétition                          |   | PJ | B | A | Pts | Pun                |  | Résultat |
| 2020  | Canada M18 | JOJ                                  | 4 | 1  | 1 | 2 | 0   | Médaille de bronze |  |          |
| 2021  | M18        | Championnat du monde moins de 18 ans | 3 | 0  | 0 | 0 | 0   | Médaille d'or      |  |          |

## Trophées et honneurs personnels

### JOJ
- 2019-2020 : Médaille de bronze avec le Canada.
- 2020-2021 : Médaille d'or avec le Canada.

### LHOu
- 2021-2022 : Nommé sur la première équipe d'étoile de la division Est.
- 2023-2024 : Remporte le trophée George-Parsons (LCH).